# 알 졸슨

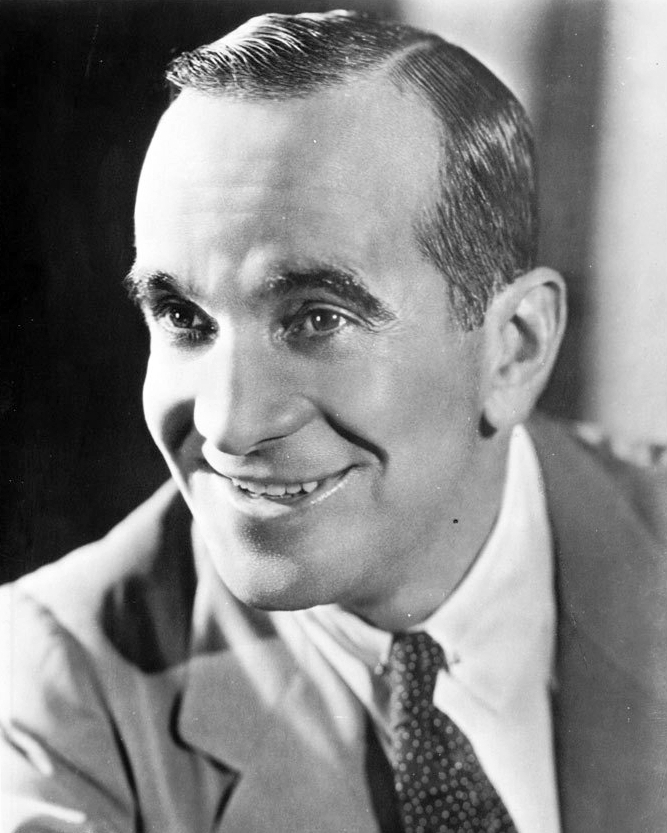

앨 졸슨(영어: Al Jolson, 초명은 아사 요엘슨 영어: Asa Yoelson, 1886년 5월 26일 ~ 1950년 10월 23일)은 미국의 가수이자 코미디언, 배우이다. 유태교회 성가대 지휘자의 아들로 태어나 부친의 반대를 무릅쓰고 쇼 비즈니스의 무대에 올라 인기를 얻었다. 1927년에 세계 최초의 유성영화 〈재즈 싱어〉에 출연하였으며, 〈마이 마미〉 등의 걸작이 있다. 그리고 음반으로는 《알 졸슨의 전부》가 있다.

## 참여 작품
- 재즈 싱어
- 졸슨 스토리 2

## 디스코그래피
- 1946 Al Jolson in Songs He made Famous (Decca)
- 1947 Souvenir Album, Vol. 1 (Decca)
- 1948 Al Jolson, Vol. 3
- 1949 Jolson Sings Again (Decca)
- 1949 Souvenir Album, Vol. 2 (Decca)
- 1949 Souvenir Album, Vol. 4 (Decca)
- 1950 Stephen Foster Songs (Decca)
- 1951 Souvenir Album, Vol. 5 (Decca)
- 1951 Souvenir Album, Vol. 6 (Decca)[1]